# Église Saint-Germain de Saint-Germain-du-Bois
L'église Saint-Germain de Saint-Germain-du-Bois est une église située sur le territoire de la commune de Saint-Germain-du-Bois, dans le département français de Saône-et-Loire et la région Bourgogne-Franche-Comté.

## Historique
La construction de l’église a été initiée en 1837 par le curé Millot, curé du lieu de 1836 à 1886, et s'est terminée en 1845 (exception faite du clocher, qui date de 1886).

## Architecture
L’église appartient au style basilical romano-byzantin. 
Les collatéraux à arcs-doubleaux sont séparées de la nef (à six travées et voûte en berceau plein cintre) par deux rangées de cinq colonnes cylindriques en pierre qui supportent les voûtes.
Les deux colonnes, au niveau des chapelles et du chœur, sont différentes puisqu'érigées après les autres. Le chœur ouvre sur des chapelles rectangulaires par une arcade jumelle en plein cintre. 

## Mobilier
Le maître-autel à volutes, en marbre rose, blanc, bronze est orné d’un médaillon central Louis XV. Il provient de la cathédrale Saint-Vincent de Chalon-sur-Saône et a été consacré en 1627.
Le retable latéral nord de la chapelle de Saint-Germain, à voûtes d’ogives, provient de l’hôpital de Louhans.
Les statues conservées dans l'église sont saint Pierre et saint Paul en pierre sur socle blasonné, du XVe siècle, classées au titre des objets Monuments historiques en 1918, dans la travée nord du chœur, avec la Pietà en bois du XVIIIe siècle et saint Sébastien en bois du XIXe siècle. Un saint franciscain est dans la travée sud. 
Un Christ en croix du XVIIe siècle a été classé objet Monuments historiques en 1918.

## Culte
Édifice consacré du diocèse d'Autun relevant de la paroisse de la Sainte-Trinité-en-Bresse (siège à Saint-Germain-du-Bois) – qui en est affectataire au titre de la loi de 1905 –, l'église de Saint-Germain-du-Bois est un lieu de culte catholique.

## Photos

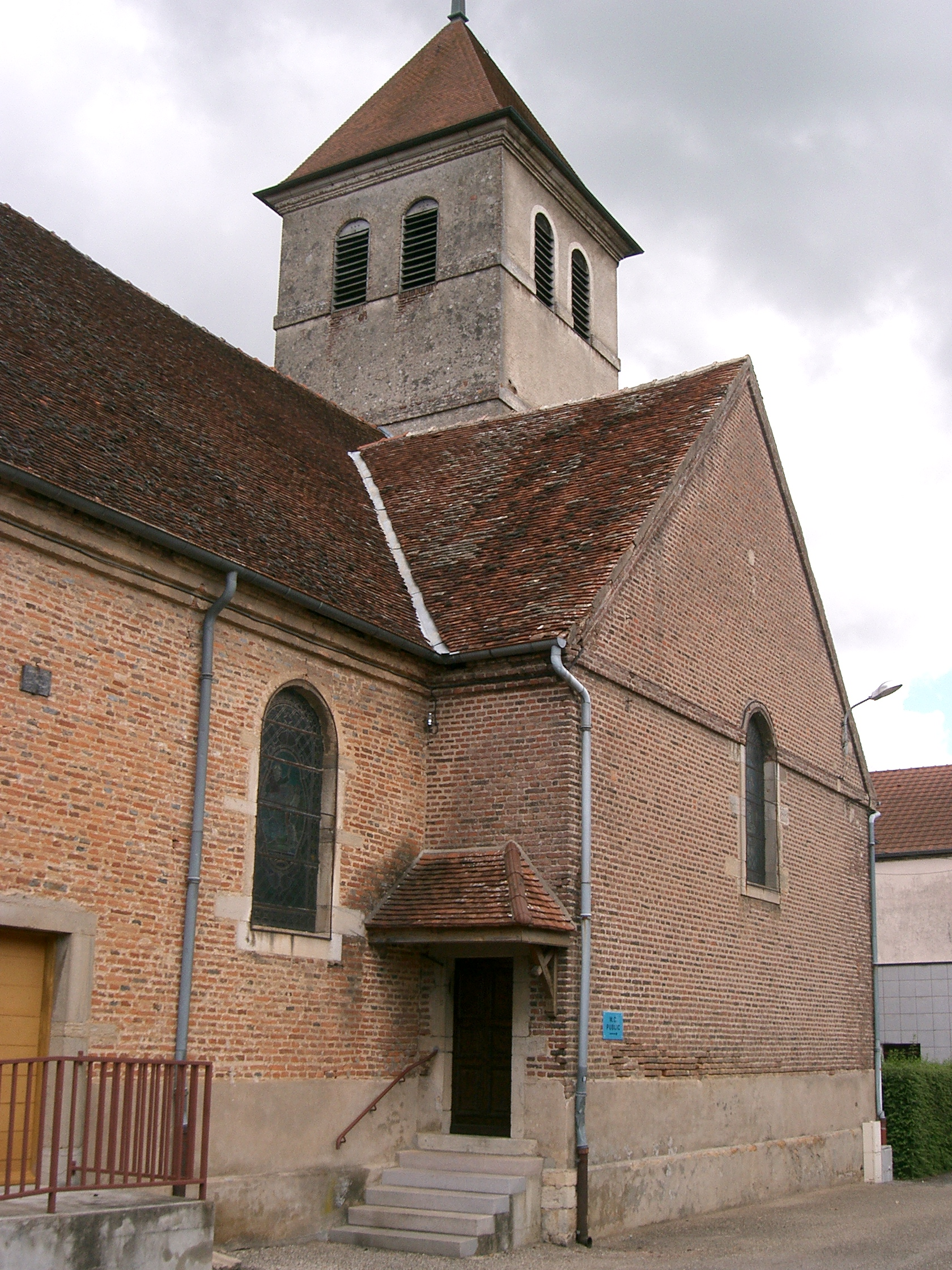
Le clocher de l'église.
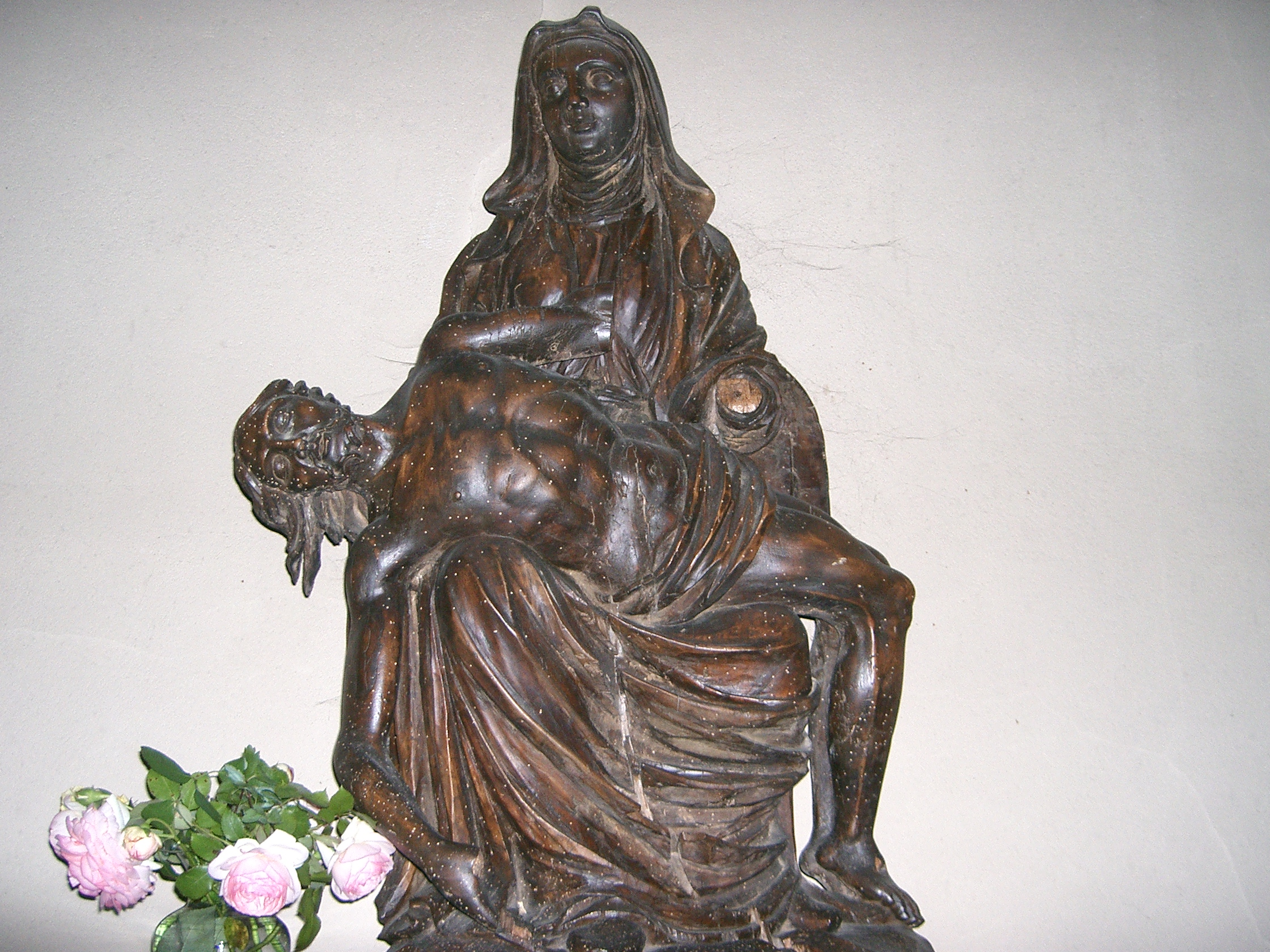
Pietà.